# Jakub Rzeźniczak
Jakub Beniamin Rzeźniczak (ur. 26 października 1986 w Łodzi) – polski piłkarz, występujący na pozycji obrońcy,od 2025 w klubie Mazur Radzymin. W latach 2008–2014 reprezentant Polski.
Profesjonalną karierę piłkarską zaczynał w Widzewie Łódź, skąd w 2004 trafił do Legii Warszawa. W barwach stołecznego klubu spędził dwanaście sezonów, zdobywając pięć tytułów mistrzowskich, sześć krajowych pucharów oraz Superpuchar Polski, stając się tym samym najbardziej utytułowanym piłkarzem w historii klubu, a z czasem także kapitanem drużyny, z którą pięciokrotnie wystąpił w rozgrywkach fazy grupowej Ligi Europy UEFA, a w sezonie 2016/2017 w fazie grupowej Ligi Mistrzów UEFA. W 2017 przeniósł się do Qarabağu Ağdam, z którym zdobył dwa tytuły mistrzowskie ligi azerskiej. W 2019 podpisał kontrakt z Wisłą Płock, z której odszedł w 2023. W tym samym roku związał się z drugoligową Kotwicą Kołobrzeg, która jednostronnie rozwiązała z nim kontrakt w styczniu 2024. Od 2025 roku piłkarz Stali Kraśnik.

## Kariera klubowa

### Widzew Łódź
Jest wychowankiem Widzewa Łódź, do którego trafił po tygodniowym epizodzie u lokalnego rywala – ŁKS Łódź. W wieku 16 lat w drużynie rezerw Widzewa Łódź rozegrał swój pierwszy mecz w seniorskiej karierze, na którym dobrym występem zwrócił na siebie uwagę trenera pierwszej drużyny Andrzeja Kretka. Dwa dni później został zaproszony na trening pierwszego zespołu.
W I lidze zadebiutował 23 sierpnia 2003 w spotkaniu z Odrą Wodzisław Śląski, w wieku 16 lat i 10 miesięcy. W sezonie 2003/2004 rozegrał 11 spotkań na najwyższym szczeblu rozgrywek w Polsce. Widzew Łódź zajął ostatnią 14. pozycję w tabeli i został relegowany do II ligi.

W ŁKS-ie to był tygodniowy epizod. Wygonili mnie stamtąd, bo powiedzieli, że jestem za mały. Więc poszedłem z kolegą do Widzewa i już zostałem. Jak zaczynałem treningi w Widzewie, to drużyna była jeszcze wielką marką, bo to była połowa lat 90., więc pamiętam słynne 3:2 na Legii, czy Ligę Mistrzów, jak Marek Citko przelobował bramkarza Atletico Madryt. Super to wspominam.

### Legia Warszawa
Przed sezonem 2004/2005 przeniósł się do Legii Warszawa. W klubie zadebiutował w meczu 3. kolejki I ligi z Zagłębiem Lubin, zakończonym remisem 1:1. 26 sierpnia 2004 w meczu rewanżowym 2. rundy eliminacji Pucharu UEFA przeciwko FC Tbilisi, zakończonym zwycięstwem Legii 6:0, rozegrał swój pierwszy mecz w europejskich pucharach. W pierwszym sezonie rozegrał w barwach Legii 28 spotkań, w większości będąc podstawowym zawodnikiem. W sezonie 2005/2006 rozegrał łącznie 23 spotkania i zdobywał z klubem pierwsze w swojej karierze mistrzostwo Polski. Sztab szkoleniowy nie był jednak w pełni zadowolony z jego postawy, dlatego zdecydował się na wypożyczenie zawodnika do jego poprzedniego klubu. Rzeźniczak powiedział:

Odbyłem poważną rozmowę z trenerem Dariuszem Wdowczykiem, który oficjalnie przekazał mi wiadomość, że zostałem na rok wypożyczony do Widzewa. Trener nie widział mnie w podstawowym składzie pierwszej drużyny, a dla mego dalszego rozwoju piłkarskiego siedzenie na ławce dla zawodników rezerwowych nie jest specjalnie wskazane.

### Widzew Łódź (wyp.)
1 lipca 2006 potwierdzono roczne wypożyczenie zawodnika do Widzewa Łódź. W sezonie 2006/2007 był podstawowym zawodnikiem łódzkiego zespołu. Rozgrywając 25 spotkań zajął z drużyną 12. miejsce w tabeli Orange Ekstraklasy. Po zakończeniu sezonu wrócił do stolicy.

### Powrót do Legii Warszawa

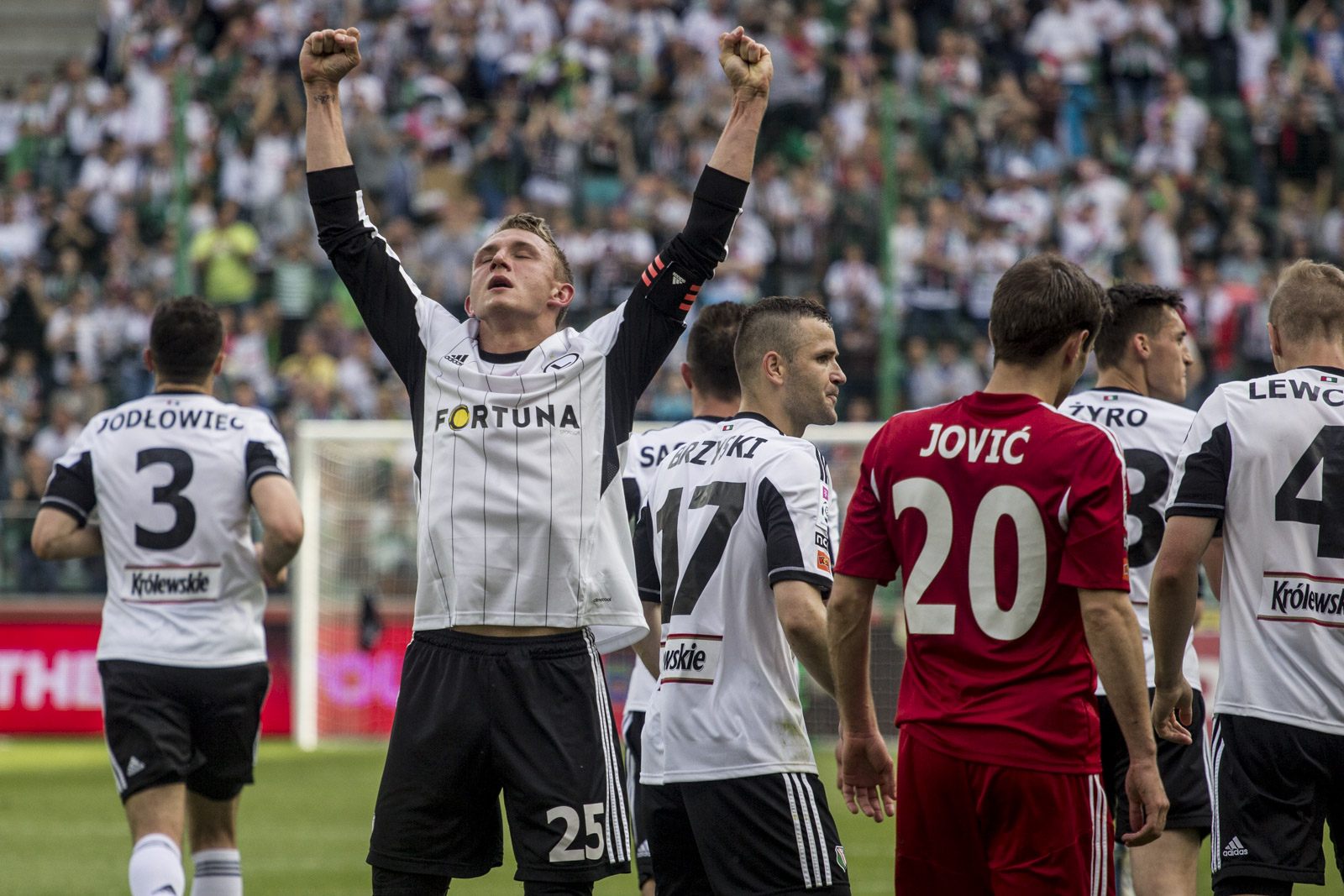
Rzeźniczak podczas meczu z Wisłą Kraków (2015)

Po zakończeniu sezonu wrócił do stolicy, gdzie wywalczył sobie miejsce w podstawowym składzie. 23 maja 2009 w meczu ze Śląskiem Wrocław strzelił swojego pierwszego gola w Ekstraklasie.
1 kwietnia 2014, w starciu półfinałowym Pucharu Polski przeciwko Podbeskidziu Bielsko-Biała, rozegrał swoje 300. oficjalne spotkanie w barwach Legii. Pełnił funkcję kapitana drużyny. Z Legią zdobył pięć mistrzostw Polski, sześć Pucharów Polski oraz jeden Superpuchar Polski i jest najbardziej utytułowanym piłkarzem w historii warszawskiego klubu.

### Qarabag Agdam
6 lipca 2017 podpisał dwuletni kontrakt z azerskim klubem Qarabağ Ağdam. 11 lipca, zmieniając Rəşada Sadıqova w 31. minucie wygranego 5:0 meczu II rundy kwalifikacyjnej do Ligi Mistrzów z gruzińskim zespołem SK Samtredia, zadebiutował w barwach azerskiej drużyny. Z Qarabağem dwukrotnie świętował zdobycie mistrzostwa kraju.

### Wisła Płock
Po zakończeniu sezonu 2018/19 nie przedłużył umowy wygasającej z azerskim klubem, a następnie 11 czerwca 2019 podpisał roczny kontrakt z Wisłą Płock. W maju 2020 przedłużył kontrakt o kolejny rok. W marcu 2021 podpisał kolejny roczny kontrakt z klubem. W czerwcu 2022 ponownie przedłużył kontrakt z Wisłą o kolejny rok. W sezonie 2022/2023, w którym spadł z Wisłą do I ligi, wystąpił w 25 spotkaniach, a po jego zakończeniu 15 czerwca 2023 rozwiązał umowę za porozumieniem stron.

### Kotwica Kołobrzeg
19 czerwca 2023 został piłkarzem drugoligowej Kotwicy Kołobrzeg. W rundzie jesiennej sezonu 2023/2024 wystąpił w 16 spotkaniach, notując 1 asystę, pełnił również funkcję kapitana drużyny. 30 grudnia 2023 klub wydał komunikat stanowiący, że Rzeźniczak otrzymał wolną rękę w poszukiwaniu nowego zespołu. 9 stycznia 2024 Kotwica jednostronnie wypowiedziała umowę ze sportowcem, powołując się na naruszenia przezeń postanowień kontraktu i Kodeksu Etycznego Polskiego Związku Piłki Nożnej. W listopadzie 2024 piłkarz wygrał proces sądowy o zaległe wynagrodzenie (wraz z odsetkami) od klubu z Kołobrzegu.

## Kariera reprezentacyjna
W reprezentacji Polski, prowadzonej wówczas przez Leo Beenhakkera, zadebiutował 14 grudnia 2008 w towarzyskim meczu z Serbią. W narodowej kadrze rozegrał dziewięć spotkań.

## Kariera freak fight
6 maja 2024 federacja Clout MMA organizująca tzw. freak show fight ogłosiła, że Jakub Rzeźniczak zawalczy w oktagonie podczas gali Clout MMA 5, która odbyła się 8 czerwca 2024. Jego rywalem został podcaster Tomasz Matysiak znany jako „Szalony Reporter". Rzeźniczak zwyciężył w pierwszej rundzie przez techniczny nokaut już po 24 sekundach, po zdominowaniu rywala ciosami.
12 listopada 2024 na konferencji prasowej zapowiadającej galę Fame MMA 23 ogłoszono drugą walkę Rzeźniczaka na zasadach MMA, którą stoczył 7 grudnia 2024. Przegrał przez techniczny nokaut już po niespełna dwóch minutach pierwszej rundy z narzeczonym Karoliny Pisarek, Rogerem Sallą.

## Życie prywatne
W latach 2016–2020 był mężem modelki Edyty Zając. W wielu wywiadach przyznawał, że w trakcie trwania małżeństwa dopuszczał się wielu zdrad, przy czym z romansu z Eweliną Taraszkiewicz ma córkę Inez (ur. 2017). Od marca 2020 do czerwca 2021 był związany z modelką Magdaleną Stępień. W lipcu 2021 urodził im się syn Oliwier, który zmarł w lipcu 2022 po kilkumiesięcznym leczeniu rzadkiego nowotworu wątroby.
W sierpniu 2021 potwierdził związek z Pauliną Nowicką, której w grudniu tego samego roku się oświadczył, a w listopadzie 2022 wziął z nią ślub. W lutym 2024 przyszła na świat ich córka, Antonina.

## Statystyki

### Klubowe
(aktualne na dzień 16 kwietnia 2021)
| Klub               | Sezon             | Liga  | Liga   | Puchar kraju | Puchar kraju | Inne  | Inne   | Europa | Europa | Suma  | Suma   |
| Klub               | Sezon             | Mecze | Bramki | Mecze        | Bramki       | Mecze | Bramki | Mecze  | Bramki | Mecze | Bramki |
| ------------------ | ----------------- | ----- | ------ | ------------ | ------------ | ----- | ------ | ------ | ------ | ----- | ------ |
| Widzew Łódź        | 2003/04           | 11    | 0      | –            | –            | –     | –      | –      | –      | 11    | 0      |
| Legia Warszawa     | 2004/05           | 18    | 0      | 9            | 0            | –     | –      | 1      | 0      | 28    | 0      |
| Legia Warszawa     | 2005/06           | 16    | 0      | 5            | 0            | –     | –      | 2      | 0      | 23    | 0      |
| Widzew Łódź (wyp.) | 2006/07           | 25    | 0      | 1            | 0            | 1     | 0      | –      | –      | 27    | 0      |
| Legia Warszawa     | 2007/08           | 21    | 0      | 5            | 0            | 3     | 0      | –      | –      | 29    | 0      |
| Legia Warszawa     | 2008/09           | 23    | 1      | 3            | 1            | 6     | 0      | 4      | 0      | 36    | 2      |
| Legia Warszawa     | 2009/10           | 23    | 0      | 3            | 0            | –     | –      | 3      | 0      | 29    | 0      |
| Legia Warszawa     | 2010/11           | 22    | 1      | 6            | 0            | –     | –      | –      | –      | 28    | 1      |
| Legia Warszawa     | 2011/12           | 15    | 0      | 6            | 0            | –     | –      | 7      | 0      | 28    | 0      |
| Legia Warszawa     | 2012/13           | 12    | 1      | 3            | 0            | 1     | 0      | 4      | 0      | 20    | 1      |
| Legia Warszawa     | 2013/14           | 29    | 4      | 2            | 0            | –     | –      | 11     | 1      | 42    | 5      |
| Legia Warszawa     | 2014/15           | 31    | 5      | 6            | 0            | –     | –      | 13     | 0      | 50    | 5      |
| Legia Warszawa     | 2015/16           | 20    | 0      | 5            | 0            | 1     | 0      | 10     | 1      | 36    | 1      |
| Legia Warszawa     | 2016/17           | 19    | 0      | 1            | 0            | 1     | 0      | 6      | 0      | 27    | 0      |
| Qarabağ Ağdam      | 2017/18           | 14    | 0      | 0            | 0            | –     | –      | 11     | 0      | 25    | 0      |
| Qarabağ Ağdam      | 2018/19           | 11    | 1      | 1            | 0            | –     | –      | 9      | 0      | 21    | 0      |
| Wisła Płock        | 2019/20           | 16    | 2      | 0            | 0            | –     | –      | –      | –      | 16    | 2      |
| Wisła Płock        | 2020/21           | 15    | 1      | 1            | 0            | –     | –      | –      | –      | 15    | 1      |
| Ogółem w Widzewie  | Ogółem w Widzewie | 36    | 0      | 1            | 0            | 1     | 0      | 0      | 0      | 38    | 0      |
| Ogółem w Legii     | Ogółem w Legii    | 249   | 12     | 54           | 1            | 12    | 0      | 61     | 2      | 376   | 15     |
| Ogółem w Qarabağu  | Ogółem w Qarabağu | 25    | 1      | 1            | 0            | –     | –      | 20     | 0      | 46    | 0      |
| Ogółem w Wiśle     | Ogółem w Wiśle    | 31    | 3      | 1            | 0            | 0     | 0      | 0      | 0      | 32    | 3      |
| Ogółem w Karierze  | Ogółem w Karierze | 341   | 16     | 57           | 1            | 13    | 0      | 81     | 2      | 492   | 18     |

### Reprezentacyjne
(aktualne na dzień 18 stycznia 2014)
| Reprezentacja | Rok  | Mecze | Bramki |
| ------------- | ---- | ----- | ------ |
| Polska        |      |       |        |
| 2008          | 1    | 0     |        |
| 2009          | 5    | 0     |        |
| 2011          | 1    | 0     |        |
| 2012          | 1    | 0     |        |
| 2014          | 1    | 0     |        |
| Suma          | Suma | 9     | 0      |

| Mecze w reprezentacji | Mecze w reprezentacji | Mecze w reprezentacji      | Mecze w reprezentacji | Mecze w reprezentacji | Mecze w reprezentacji |
| Lp.                   | Data                  | Miasto                     | Przeciwnik            | Wynik                 | Rozgrywki             |
| --------------------- | --------------------- | -------------------------- | --------------------- | --------------------- | --------------------- |
| 1.                    | 14.12.2008            | Aksu                       | Serbia                | 1:0                   | towarzyski            |
| 2.                    | 06.06.2009            | Johannesburg               | Południowa Afryka     | 0:1                   | towarzyski            |
| 3.                    | 09.06.2009            | Kapsztad                   | Irak                  | 1:1                   | towarzyski            |
| 4.                    | 10.10.2009            | Praga                      | Czechy                | 0:2                   | el. MŚ 2010           |
| 5.                    | 14.10.2009            | Chorzów                    | Słowacja              | 0:1                   | el. MŚ 2010           |
| 6.                    | 18.11.2009            | Bydgoszcz                  | Kanada                | 1:0                   | towarzyski            |
| 7.                    | 06.02.2011            | Vila Real de Santo António | Mołdawia              | 1:0                   | towarzyski            |
| 8.                    | 14.12.2012            | Antalya                    | Macedonia             | 4:1                   | towarzyski            |
| 9.                    | 18.01.2014            | Abu Zabi                   | Norwegia              | 3:0                   | towarzyski            |

## Sukcesy

### Legia Warszawa
- Mistrzostwo Polski: 2005/06, 2012/13, 2013/14, 2015/16, 2016/17
- Puchar Polski: 2007/08, 2010/11, 2011/12, 2012/13, 2014/15, 2015/16
- Superpuchar Polski: 2008

### Qarabağ Ağdam
- Mistrzostwo Azerbejdżanu: 2017/18, 2018/19

### Rekordy
- W 2016 roku został ogłoszony najbardziej utytułowanym piłkarzem w historii Legii Warszawa: 12 trofeów[5]